# Lista de sociedades históricas
Essa é uma lista parcial de organizações históricas. Elas são divididas por área na lista.

## Sociedades internacionais

### Sociedades globais
- International Committee of Historical Sciences (Comitê Internacional de Ciências Históricas)
- Conselho Internacional de Arquivos
- Clube Histórico Internacional, IHC[1][2]
- Medieval Chronicle Society (Sociedade de Crônicas Medievais)
- Comité International d'Histoire de l'Art (Comitê Internacional de História da Arte)
- International Social History Association(Associação Internacional de História Econômica)
- International Social History Association(Associação Internacional de História Social)
- International Association for the History of Religions (Associação Internacional de História das Religiões)
- International Intelligence History Association (Associação Internacional de História da Inteligência)
- International Water History Association (Associação Internacional de História da Água)
- International Students of History Association (ISHA)
- International Big History Association
- Haitian American Historical Society
- the Theosophical Society
- Network of Concerned Historians

### Sociedades supranacionais
- Archives and Records Association (abrange Reino Unido e República da Irlanda)
- Associação de História Ocidental
- Associação Internacional de Historiadores da Ásia
- Associação Asiática de Historiadores Mundiais
- Associação de História Mundial
- Associação Europeia de Educadores de História (abrange toda a Europa)

## Sociedades no Brasil
- ANPUH - Associação Nacional de História[3]

## Sociedades em Portugal
- A Academia Portuguesa da História